# Winthrop Rockefeller

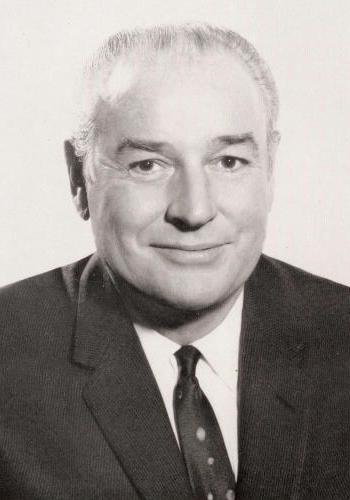
Winthrop Rockefeller in 1969

Winthrop Rockefeller (New York, 1 mei 1912 - Palm Springs (Californië), 22 februari 1973) was een Amerikaans politicus en filantroop.

## Biografie
Winthrop Rockefeller werd in 1912 geboren als zoon van John D. Rockefeller jr. en Abby Aldrich Rockefeller. Zijn grootvader was John D. Rockefeller. Zijn broers Nelson Rockefeller, David Rockefeller, Laurance Rockefeller en John D. Rockefeller III.
Rockefeller studeerde aan de Yale-universiteit maar maakte zijn studies niet af. Hij vocht in de Tweede Wereldoorlog en ontving hiervoor een Bronzen Ster en Purple Heart. In 1948 huwde hij de actrice Jievute Paulekiute. Ze kregen één kind, Winthrop Paul Rockefeller. In 1954 scheidde hij van haar, en in 1956 huwde Rockefeller met Jeannette Edris, van wie hij scheidde in 1971.
Rockefeller sloot zich aan bij de Republikeinse Partij. Hij werd in 1966 verkozen tot gouverneur van Arkansas. Hij zou deze functie tot 1971 behouden.
In 1972 werd bij Rockefeller kanker vastgesteld. Hij overleed in 1973.
- Gemeinsame Normdatei: 129569461
- International Standard Name Identifier: 0000 0000 2949 7576
- Library of Congress Control Number: n90693322
- Nationale Bibliotheek van Israël: 987007315072705171
- SNAC: w6c54g1q
- Virtual International Authority File: 62631944
- WorldCat: E39PBJmxVjHt36jrHYybjrJkXd